# 约瑟夫·斯塔尔科普
约瑟夫·P·斯塔尔科普（英語：Joseph P. Stallcop，1996年5月7日—）是一位美国政治人物、作家、急救员，曾任新罕布什尔州众议院议员。他于2016年以民主党人身份首次当选州众议院议员。2017年5月，斯塔尔科普将其党派归属转为自由意志党。他曾任众议院立法管理委员会（House Legislative Administration Committee）委员和卡莱布·戴尔领导的众议院自由意志主义者核心小组（House Libertarian Caucus）成员。

## 早年生活和教育
1996年5月7日，约瑟夫·斯塔尔科普出生于纽约州萨拉托加泉，他的父母为约翰·斯塔尔科普和朱莉·斯塔尔科普。约瑟夫年幼的时候，父亲是美国海军的一名中尉，因此他们一家搬了好几次家，最后在康涅狄格州的盖尔斯费里安顿下来，约瑟夫就是在那里长大的。他从六年级到高中就读于圣伯纳德学校，这是康涅狄格州安卡斯维尔的一所天主教私立学校。2014年，约瑟夫搬到新罕布什尔州，就读基恩州立学院。

## 政治生涯

### 选举历史
2016年6月，斯塔尔科普在切希尔县第四选区申请作为民主党候选人竞选新罕布什尔州众议院议员。在申请期结束时，他是所有党派唯一的候选人。2016年9月13日，他在没有对手的情况下当选为民主党候选人。2016年11月8日，在没有共和党或非推荐候选人反对的情况下，斯塔尔科普当选为新罕布什尔州众议院议员。

### 转为自由意志党
2017年5月10日，斯塔尔科普宣布，他已将政党归属从民主党改为自由意志党。斯塔尔科普在新罕布什尔州议会大厦台阶上发表演讲时说，自由意志党更符合他的观点，他把自由意志主义描述为古典自由主义和公民自由意志主义。斯塔尔科普还列举了他在北达科他州参加达科他州输油管道抗议活动的经历。斯塔尔科普还说，他为投票反对将最低结婚年龄提高到18岁和投票允许在没有许可证的情况下携带隐藏枪支而受到批评感到沮丧。